# ويليام هورن (سياسي)
ويليام هورن (بالإنجليزية: William Austin Horn)‏ هو فلاح ومسير أعمال وشخصية أعمال ضخمة وكاتب وسياسي بريطاني وأسترالي (وحمل سابقاً جنسية المملكة المتحدة لبريطانيا العظمى وأيرلندا)، ولد في 26 فبراير 1841 في أستراليا، وتوفي في 23 ديسمبر 1922 في المملكة المتحدة. انتخب عضو مجلس النواب جنوب أستراليا من الجمعية عن دائرة Electoral district of Flinders ‏ وقد انضم خلال فترته النيابية (21 أبريل 1887 – 18 أبريل 1893) للكتلة البرلمانية مستقل.